# Serainchamps

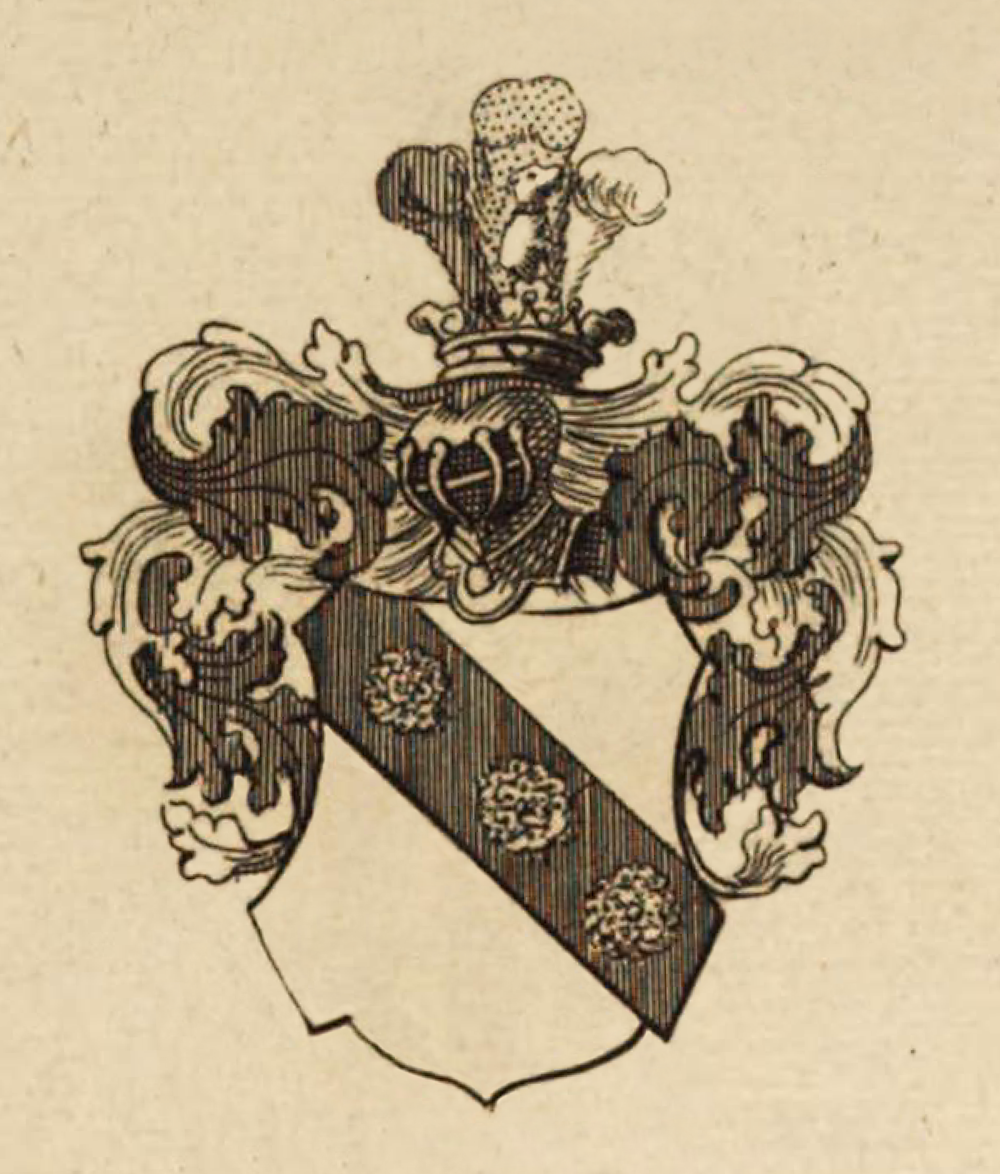
Stammwappen der Familie Serainchamps

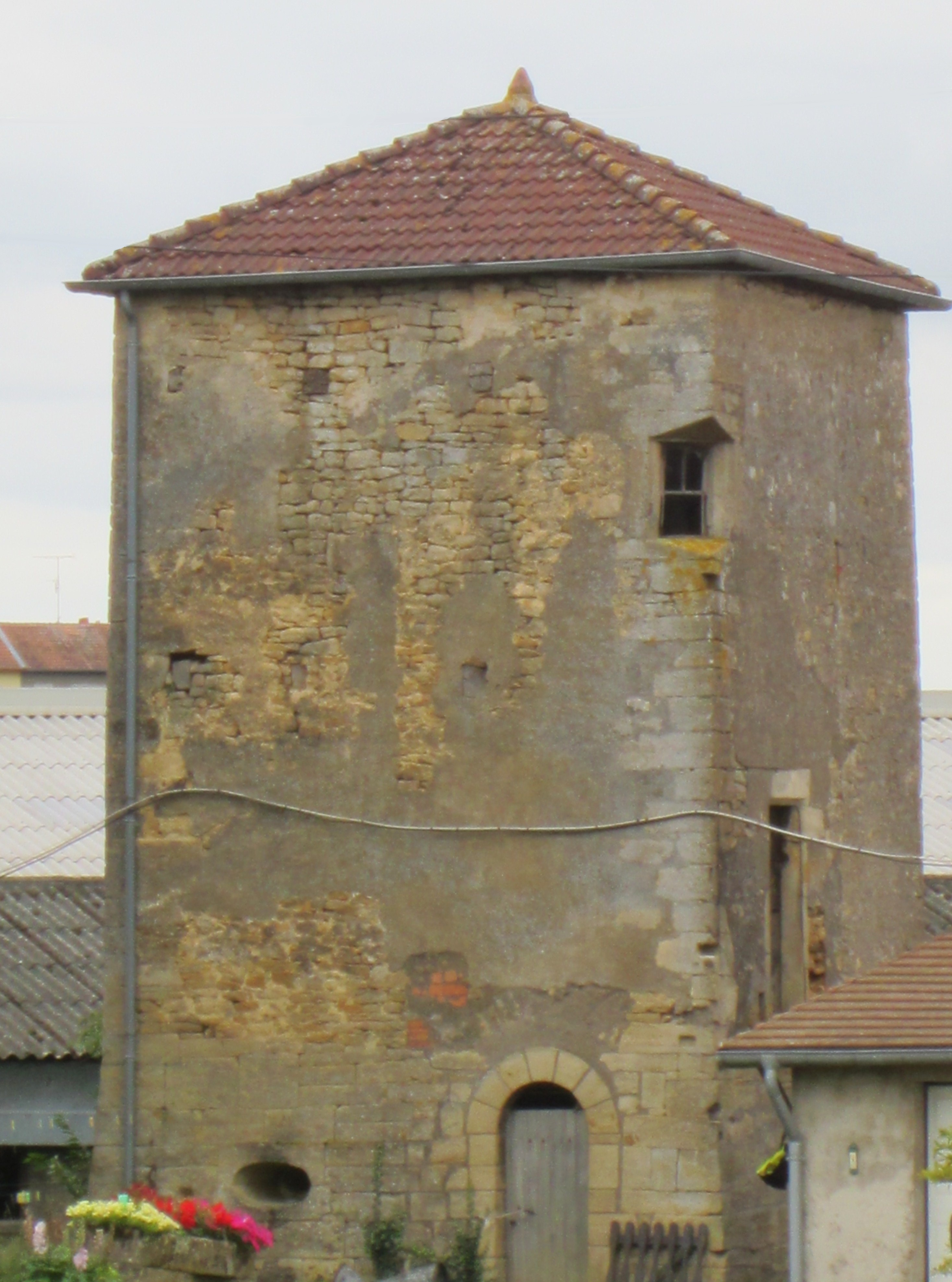
Wehrturm von Schloss Brabant

Serainchamps ist der Name einer lothringischen Adelsfamilie, von der ein Zweig im Königreich Böhmen den Grafenstand erhielt und sich von Schönfeld nannte.

## Geschichte
Aus einem 1539 in Lothringen geführten Adelsnachweis geht hervor, dass die Familie ursprünglich aus der Ortschaft Serinchamps in der heutigen  belgischen Provinz Namur (etwa 10 km nördlich der Kleinstadt Rochefort (Belgien)) herstammt. Der bisher nachweisbare Gutsbesitz der Familie lag jedoch vor allem westlich von Thionville in Lothringen wie etwa Bettainvillers, Lommerange, Trieux oder Tucquegnieux, wo sich das von ihnen in der Mitte des 16. Jahrhunderts errichtete kleine Schloss Brabant befand, von dem ein Wehrturm erhalten blieb. Die Stammreihe beginnt um 1450 mit Ferry de Serainchamps verheiratet mit Hélène de Ficquelmont. Louis de Serainchamps, Herr von Brabant und Trieux, führte als Obrist den Titel eines Reichsfreiherrn (franz. Baron du Saint-Empire). Die Adelsfamilie ist mit dem Tod von Marguerite de Serainchamps, Baronesse von Brabant, am 6. September 1785 erloschen, die zuvor Name und Wappen auf ihren Neffen Charles Alexander Joseph Graf von Gourcy übertragen ließ.
Charles Cellier († 4. Januar 1789 in Metz), ein Rittmeister in der Leibgarde des französischen Königs und Schwiegersohn des Louis de Serainchamps, erhielt am 9. April 1759 die Genehmigung zum Führen des Namens und des Wappens Baron de Serainchamps. Seit 4. September 1781 war er in zweiter Ehe mit Catherine de Trouvé de Sève verheiratet. Deren gemeinsamer, etwa 1782 in Metz geborene Sohn Charles Marie Nicolas Baron de Serainchamps trat 1796 als Gefreiter-Korporal ins preußische Infanterieregiment Nr. 45 in Bayreuth ein, wo er den Namen von Serainchamp führte. Als Unterleutnant wurde er bei Jena 1806 verwundet und trat 1809 ins Braunschweiger Schwarze Korps ein, wo er sich Marquis de Serainchamps und später Graf von Schönfeld nannte. Er nahm an den Befreiungskriegen teil, erhielt 1830 als Major der Braunschweiger Armee seinen Abschied und verstarb am 4. September 1833 in Bayreuth. Seine Ehefrau, Luise Gräfin von Schönfeld, geborene von Wissel, starb ohne Nachkommen am 16. Dezember 1849.

## Böhmischer Zweig
Das 1678 ausgestellte Grafendiplom beschreibt den Werdegang des Begründers des böhmischen Zweigs. Danach trat Nikolaus de Serainchamps bereits früh in den Kriegsdienst ein. Er kämpfte in den Niederlanden, Italien, nahm an einem Angriff zur See gegen die Stadt Sousse im heutigen Tunesien teil, trat anfangs des Dreißigjährigen Krieges in die bayerische Armee ein und kehrte wieder in sein Heimatland Lothringen zurück. In den 1630er Jahren stand er meist in Diensten des Kaisers, den er vor einer Intrige des Trierer Kurfürsten bewahrte, worauf ihn dieser am 2. März 1639 in den böhmischen Herrenstand aufnahm und am 5. Dezember 1640 das böhmische Inkolat mit dem Recht verlieh, in Böhmen adliche Güter zu erwerben. Danach zum Generalkommissar der Hatzfeldischen Armee ernannt, erwarb er sich 1648 besondere Verdienste bei der Verteidigung der Prager Altstadt gegen die Schweden, wofür er später Reformationskommissar, böhmischer Kammerrat und Oberstmünzmeister wurde. Schließlich erhielt er am 31. August 1648 den erblichen Freiherrenstand mit dem Prädikat von Schönfeld verliehen. Eine zusätzliche kaiserliche Güterdotation ist hingegen wenig wahrscheinlich. Denn alle dem Nikolaus de Serainchamps, Freiherr von Schönfeld, zugeschriebenen böhmischen Besitzungen erhielt er über seine zweite Ehefrau Jossine Rosina van den Heede. Die zuvor alles von ihrem verstorbenen ersten Ehemann, dem Obristen François Emmanuel Baron de Courières, geerbt hatte. Nach einer an der Kirche von Schönwald befindlichen Steinplatte führte er letztlich den Titel Herr [franz. Seigneur] auf Lommerange und Saulny [in Lothringen] sowie Schönwald, Setsch und Netluk. Nikolaus de Serainchamps wurde zusammen mit seiner Ehefrau Jossine in der Kirche Maria Schnee in Prag beerdigt. Deren Kinder Josef Rudolf, Rudolf Wenzel sowie Marie Polyxena wurden am 16. Dezember 1678 in den  Reichsgrafenstand erhoben.
Widersprüchliche Angaben liegen über die weiblichen Vorfahren des Nicolaus de Serainchamps vor. In der deutschsprachigen Literatur stammen die Ehefrauen der de Serainchamps aus den Adelsfamilien de Hault, de Heumont, de Mouzay und de la Vaulx. Diese Angaben gehen vermutlich auf eine von dem Prager Notar Wenzel Mauritius Salomon von Frydberg am 6. Juni 1665 beglaubigten Stammbaum zurück. Die darin genannten Personen lassen sich zwar in der einschlägigen französischsprachigen Adelsliteratur nicht nachweisen, es befand allerdings sich in der Sint-Donaaskathedraal in Brügge das Epitaph einer Anne de Serainchamp de Sconfeld († 29. April 1686), auf dem sich ebenfalls die Wappen der Ehefrauen aus den Adelsfamilien de Hault, de Mouzay, de la Vaulx sowie de Marcy befanden. Im deutschen Gotha wird die Verstorbene als Tochter des Nikolaus de Serainchamps und Hofdame der polnischen Königin Maria Gonzaga geführt. Während sie das belgische Adelslexikon als Mitglied einer anderen deutschen Linie der Familie Serainchamps bezeichnet und die Ehefrauen der de Serainchamps den Adelsfamilien de Moutan, de Betainvillers, d' Astenois und d' Astenois zuordnet.
Dieser Familienzweig steht in keinem genealogischen Zusammenhang zu dem böhmischen Adelsgeschlecht Schönfeld oder den Seydlitz von Schönfeld.

### Übersicht der Stammlinie
- Nikolaus de Serainchamps, * 6. April 1588 in Brabant bei Tucquegnieux in Lothringen, † 12. Januar 1663  in Prag, ⚭ I. N. N., ⚭ II.  vermutlich 6. Juli 1638 in Prag[11] Jossine Rosina van den Heede, † 1. Juni 1666 in Prag, Tochter des François van den Heede, Vizegraf von Vyve-St. Eloi, und der Anna Breydel (Jossine in ⚭ I. 1626 François Emmanuel Baron de Courières).[12]

1. Josef Rudolf Graf von Schönfeld, kaiserlicher Kämmerer und Reichshofrat, † 1704 in Wien, ledig und ohne Nachkommen.
2. Ludmilla Freiin von Schönfeld, † 25. März 1676 in Prag, ⚭ 4. Mai 1667 in Mariaschein Johann Max Georg Graf von Clary und Aldringen, böhmischer Kammer- und Lehensgerichtsbeisitzer.
3. Marie Polyxena Anna Gräfin von Schönfeld, * 1641, † 14. Dezember 1697 in Prag, ⚭ 5. April 1663 Albrecht Maximilian Graf von Desfours, kaiserlicher Generalfeldwachtmeister.
4. Anna Franziska Gräfin von Schönfeld, ⚭ Wilhelm Adolf Freiherr Harant von Pollschitz und Weseritz, Rittmeister im kaiserlichen Kürassierregiment Harant.
5. Rudolf Wenzel Graf von Schönfeld, * um 1645, † 5. August 1684 in Setsch, Kreishauptmann des Chrudimer Kreises, böhmischer Oberstjägermeister und kaiserlicher Kammerrat, ⚭ 5. Juli 1666 Viktoria Magdalena Gräfin von Waldstein, Tochter des Johann Christoph Graf von Waldstein auf Arnau und der Ludmilla Kuneš z Lukavec.
  1. Maria Anna Viktoria Gräfin von Schönfeld, * 19. Juli 1667 in Prag, † 15. Februar 1727 in Prag, ⚭ 30. Januar 1689 in Alt-Bunzlau, Franz Ignaz Graf Wratislaw von Mitrowitz, deren Söhne Johann Josef (* 1688) und Franz Karl (* 1696) erhielten am 25. März 1741 die Namensbestätigung als Graf Wratislaw von Mitrowitz und Schönfeld.
  2. Josef Franz Karl Graf von Schönfeld, * 4. September 1668 in Prag, † 18. Februar 1737 in Zageszicz/Zaječitz, böhmischer Vizelandjägermeister, ⚭ 16. Juli 1725 in Habry, Katharina Ludmilla Gräfin Michna von Waitzenau, Tochter des Wilhelm Wenzel Freiherr Michna von Waitzenau und der Elisabeth Polyxena Enis von Atter und Iveagh.
    1. Joseph, * 1726, † 1733.
    2. Maria Katharina, * 12. November 1728, † 4. Juni 1753, ⚭ 14. November 1746 in Wien, Fürst Johann Adam von Auersperg, Tiroler Oberstkämmerer und Erblandmarschall.
    3. Tochter, * 1730, † 1735.

1737 ist der böhmisch-gräfliche Zweig der Familie de Serainchamps im Mannesstamm und 1753 letztlich auch in der weiblichen Linie erloschen.

## Wappen
- Stammwappen: In Silber ein schrägrechter, mit drei goldenen Rosen längsbelegter roter Balken. Helm: vor drei (rot-gold-rot) Straußenfedern ein silberner Brackenkopf mit goldenem Halsband. Decken: rot-silber.
- Freiherrliches Wappen: Wie zuvor, mit einem zweiten Helm: mit Hahnenfedern, Decken: rot-silber.
- Gräfliches Wappen: mit goldenem Herzschild, in diesem ein silberner Brackenkopf mit rotem, goldgefassten und beringten Halsband. 1. u. 4. in Silber ein linker, roter, mit drei goldenen Rosen längsbelegter Balken. 2. u. 3. in Gold ein doppelschwänziger, rechtsgekehrter, roter Löwe. Drei gekrönte Helme: II. der römisch-deutsche Reichsadler ohne Schwert und Apfel, Decken: schwarz-gold. III. drei (rot-gold-rot) Straußenfedern, Decken: rot-gold. I: drei (rot-gold-rot) Straußenfedern, belegt mit dem Brackenkopf, Decken: rot-gold.